# Ловз-Дар
Ловз-Дар (перс. لوزدر) — село в Ірані, у дегестані Чагар-Чешме, у бахші Камаре, шагрестані Хомейн остану Марказі. За даними перепису 2006 року, його населення становило 10 осіб, що проживали у складі 4 сімей.

## Клімат
Середня річна температура становить 10,92 °C, середня максимальна – 30,09 °C, а середня мінімальна – -12,61 °C. Середня річна кількість опадів – 234 мм.
| Клімат поселення                              | Клімат поселення | Клімат поселення | Клімат поселення | Клімат поселення | Клімат поселення | Клімат поселення | Клімат поселення | Клімат поселення | Клімат поселення | Клімат поселення | Клімат поселення | Клімат поселення | Клімат поселення |
| Показник                                      | Січ.             | Лют.             | Бер.             | Квіт.            | Трав.            | Черв.            | Лип.             | Серп.            | Вер.             | Жовт.            | Лист.            | Груд.            |                  |
| Середній максимум, °C                         | 6,46             | 8,19             | 12,34            | 19,02            | 24,41            | 30,07            | 30,09            | 29,97            | 25,42            | 18,77            | 11,88            | 6,51             |                  |
| Середня температура, °C                       | −3,08            | −1,34            | 2,83             | 9,50             | 14,88            | 20,53            | 24,28            | 24,16            | 19,61            | 12,96            | 6,05             | 0,70             |                  |
| Середній мінімум, °C                          | −12,61           | −10,86           | −6,71            | −0,02            | 5,35             | 11,01            | 18,46            | 18,35            | 13,80            | 7,15             | 0,24             | −5,12            |                  |
| Норма опадів, мм                              | 37               | 37               | 43               | 30               | 22               | 3                | 2                | 1                | 0                | 6                | 22               | 31               |                  |
| Середньомісячна швидкість вітру, м/с          | 1.26             | 1.88             | 2.28             | 2.57             | 2.41             | 2.25             | 2.11             | 2.19             | 2.06             | 1.82             | 1.44             | 1.39             |                  |
| Середньомісячна сонячна радіація, кДж/м²·день | 10011            | 13123            | 15710            | 18871            | 22635            | 26804            | 25789            | 24301            | 21628            | 16272            | 11565            | 9610             |                  |
| --------------------------------------------- | ---------------- | ---------------- | ---------------- | ---------------- | ---------------- | ---------------- | ---------------- | ---------------- | ---------------- | ---------------- | ---------------- | ---------------- | ---------------- |
| Джерело:                                      |                  |                  |                  |                  |                  |                  |                  |                  |                  |                  |                  |                  |                  |